# Media Luna (Cuba)
Pour les articles homonymes, voir Media Luna.
Media Luna est une ville et une municipalité de Cuba dans la province de Granma.

## Géographie

### Situation
La municipalité est sur la côte sud de Cuba, dans l'ouest de la province de Granma, sur la péninsule qui ferme le sud-est du golfe de Guacanayabo et sépare celui-ci de la mer des Caraïbes.
Son chef-lieu Media Luna est sur la côte sud-est du golfe de Guacanayabo, à 115 km au sud-ouest de Bayamo la capitale de province de Granma et 224 km à l'ouest de Santiago de Cuba.

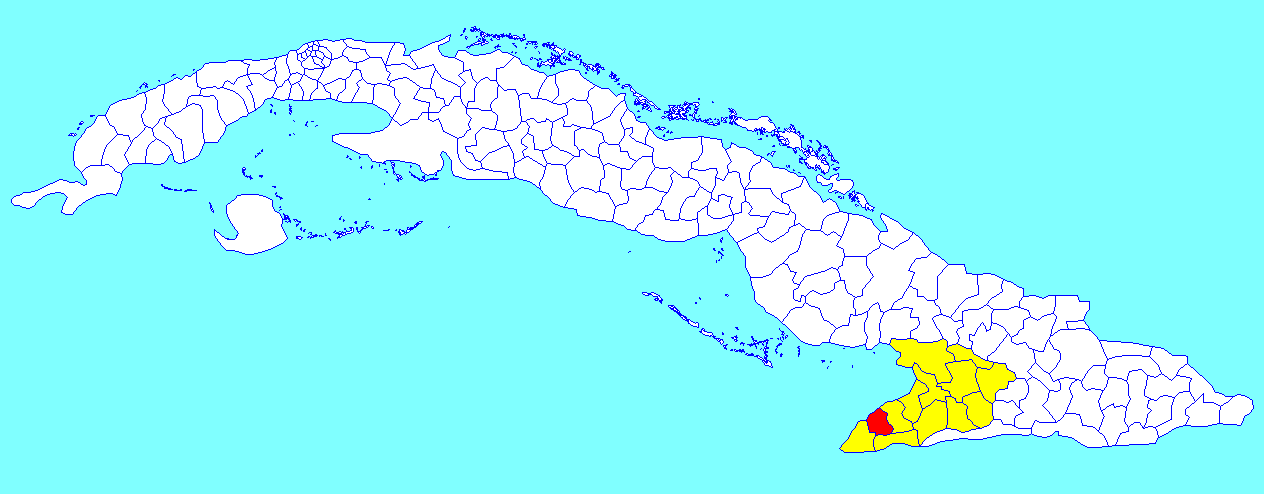
Media Luna dans la province de Granma
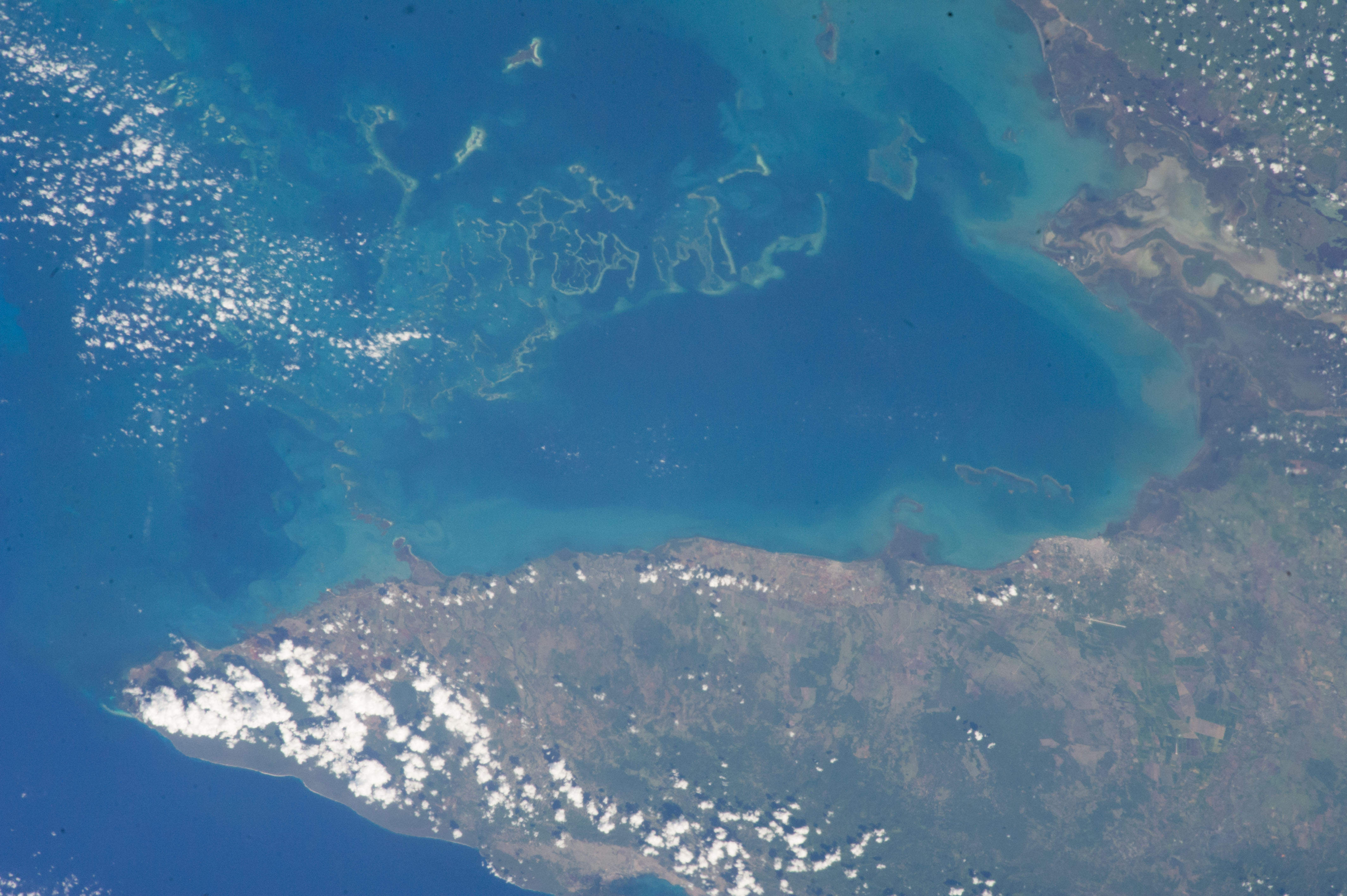
Golfe de Guacanayabo et province de Granma

### Divisions administratives
La municipalité inclut neuf consejos populares : 
- Nuevo Media Luna
- Los Guayos
- La Maguana
- Colorado
- Pons
- Vista Alegre
- Cinco Palmas
- La Junta
- El Carmen

## Population
En 2022 la population de la municipalité est estimée à 31 589 habitants. Pour une surface de 367,3 km2, la densité est de 86,01 habitants/km².

## Personnalités
- La révolutionnaire Celia Sánchez est née à Media Luna en 1920.